# Anthene olympusa
Anthene olympusa är en fjärilsart som beskrevs av Walker 1870. Anthene olympusa ingår i släktet Anthene och familjen juvelvingar. Inga underarter finns listade i Catalogue of Life.